# Occidryas rubicunda
Occidryas rubicunda is een vlinder uit de familie Nymphalidae. De wetenschappelijke naam van de soort is voor het eerst geldig gepubliceerd in 1881 door William Henry Edwards.